# Главный клинический госпиталь МВД России
Главный военный клинический госпиталь внутренних войск МВД России — ведущий лечебно-профилактический и научно-методический центр внутренних войск МВД России. Основан в 1924 году, когда при дивизии особого назначения был развернут приемный покой, с 1948 года получил статус военного госпиталя. Состоит из 4 центров, более 30 отделений, медицинского отряда специального назначения и батальона обеспечения. Медицинская помощь оказывается как сотрудникам МВД, так и членам их семей, пенсионерам МВД, гражданским лицам на договорной основе. Данный госпиталь является головным учебно-методическим центром в системе медицинской службы МВД.